# Edward Kondak
Edward Kondak (ur. 29 sierpnia 1929 w Skidlu, zm. 7 stycznia 1995) – polski robotnik i polityk komunistyczny, poseł na Sejm PRL VI i VII kadencji.

## Życiorys
Syn Aleksandra i Marii. Uzyskał wykształcenie zasadnicze zawodowe. Pracował jako mistrz działu produkcji Państwowego Ośrodka Maszynowego w Pieckach. Od 1953 był robotnikiem, a następnie brygadzistą. Zajmował stanowisko zastępcy przewodniczącego rady robotniczej.
Przez kilka lat zasiadał w zarządzie Związku Młodzieży Polskiej (do 1955). W 1954 został członkiem Polskiej Zjednoczonej Partii Robotniczej, zostając sekretarzem podstawowej organizacji partyjnej w POM w Pieckach, którym był do 1961. W latach 1961–1965 pełnił funkcję sekretarza Komitetu Gromadzkiego partii w Pieckach. Od 1965 do 1973 był członkiem egzekutywy Komitetu Powiatowego PZPR w Mrągowie, a następnie (do 1981) egzekutywy Komitetu Gminnego partii w Pieckach, w którym od listopada 1981 do lutego 1982 pełnił funkcję sekretarza organizacyjnego. Następnie (do końca 1986) zajmował stanowisko kierownika Rejonowego Ośrodka Pracy Partyjnej w Mrągowie (w Komitecie Wojewódzkim PZPR w Olsztynie).
Był radnym Wojewódzkiej Rady Narodowej w Olsztynie. W 1972 i 1976 uzyskiwał mandat posła na Sejm PRL w okręgu Olsztyn. Przez dwie kadencje zasiadał w Komisji Rolnictwa i Przemysłu Spożywczego. Ponadto w trakcie VII kadencji zasiadał w Komisji Administracji, Gospodarki Terenowej i Ochrony Środowiska oraz w Komisji Gospodarki Morskiej i Żeglugi.
Był żonaty z Jadwigą (1931–2009). Pochowany na cmentarzu parafialnym w Pieckach.

## Odznaczenia
- Srebrny Krzyż Zasługi